# Real Madrid Baloncesto
Real Madrid Baloncesto is de basketbalafdeling van de omni-sportvereniging Real Madrid uit Madrid in Spanje. De basketbalafdeling werd in 1932 opgericht. Real Madrid Baloncesto speelt in de Asociación de Clubs de Baloncesto (ACB). Thuisstadion is het Caja Mágica met een capaciteit van 12.500 plaatsen. De grote rivaal van Real Madrid Baloncesto is Regal FC Barcelona. Wedstrijden tussen beide teams staan bekend als de Superclásico. 

## Naamgeving
- 1990–1991 Real Madrid Otaysa
- 1991–1992 Real Madrid Asegurator
- 1992–2001 Real Madrid Teka

## Gewonnen prijzen

### Nationaal
- Spaanse landstitel (36): 1957, 1958, 1960, 1961, 1962, 1963, 1964, 1965, 1966, 1968, 1969, 1970, 1971, 1972, 1973, 1974, 1975, 1976, 1977, 1979, 1980, 1982, 1984, 1985, 1986, 1993, 1994, 2000, 2005, 2007, 2013, 2015, 2016, 2018, 2019, 2022, 2024.
- Spaanse beker (29): 1951, 1952, 1954, 1956, 1957, 1960, 1961, 1962, 1965, 1966, 1967, 1970, 1971, 1972, 1973, 1974, 1975, 1977, 1985, 1986, 1989, 1993, 2012, 2014, 2015, 2016, 2017, 2020, 2024.
- Spaanse Super Cup (10): 1984-85, 2012, 2013, 2014, 2018, 2019, 2020, 2021, 2022, 2023.

### Internationaal
- EuroLeague (11): 1964, 1965, 1967, 1968, 1974, 1978, 1980, 1995, 2015, 2018, 2023.
- European Cup Winners' Cup (4): 1984, 1989, 1992, 1997.
- Korać Cup (1): 1988.
- ULEB Cup (1): 2007.
- FIBA Europe SuperCup Men (3): 1984, 1988, 1989.
- Intercontinental Cup (5): 1976, 1977, 1978, 1981, 2015.
- Latina Cup (1): 1953.
- Torneo Internacional de Clubes ACB (3): 1984, 1988, 1989.
- Triple Crown (3): 1965, 1974, 2015.

#### Other competitions
- Torneo Internacional de Navidad (FIBA) (Trofeo Raimundo Saporta–Memorial Fernando Martín) (26) :1967, 1968, 1969, 1970, 1972, 1973, 1974, 1975, 1976, 1977, 1978, 1980, 1981, 1985, 1986, 1987, 1990, 1991, 1992, 1995, 1996, 1997, 2000, 2003, 2004, 2006

### Regional competitions
- Torneo CAM (20): 1984, 1985, 1986, 1987, 1989, 1991, 1994, 1995, 1997, 2000, 2004, 2005, 2006, 2007, 2008, 2009, 2010, 2011, 2012, 2013
- Campeonato de Castilla (11): 1933, 1942, 1943, 1944, 1948, 1949, 1950, 1953, 1954, 1956, 1957
- Torneo Regional (Trofeo Marca) (8): 1957, 1958, 1961, 1962, 1963, 1964, 1966, 1967

## Vroegere tenue
| 2016-2017 | 2016-2017 | 2021-2022 | 2021-2022 |